# Acanthocinus obsoletus
Acanthocinus obsoletus es una especie de escarabajo longicornio del género Acanthocinus, subfamilia Lamiinae. Fue descrita científicamente por Olivier en 1800.
Se distribuye por Bahamas, Canadá, Cuba y los Estados Unidos. Mide 9-17 milímetros de longitud. El período de vuelo ocurre en todos los meses del año, excepto en diciembre.